# Смирнов, Владимир Николаевич (архитектор)
Владимир Николаевич Смирнов (30 января 1881 — ?) — русский архитектор.

## Биография
Родился в Пензе. Крещён 31 января 1881 года в Покровской церкви. Сын редактора «Пензенских Епархиальных Ведомостей» статского советника, кандидата богословия Николая Ксенофонтовича Смирнова и Анны Ардалионовны Пшенициной.
Окончил институт Гражданских инженеров в 1908 году.
Сёстры: Мария (7 декабря 1878) и Любовь (31 июля 1894), брат — Леонид (6 октября 1886).

## Проекты

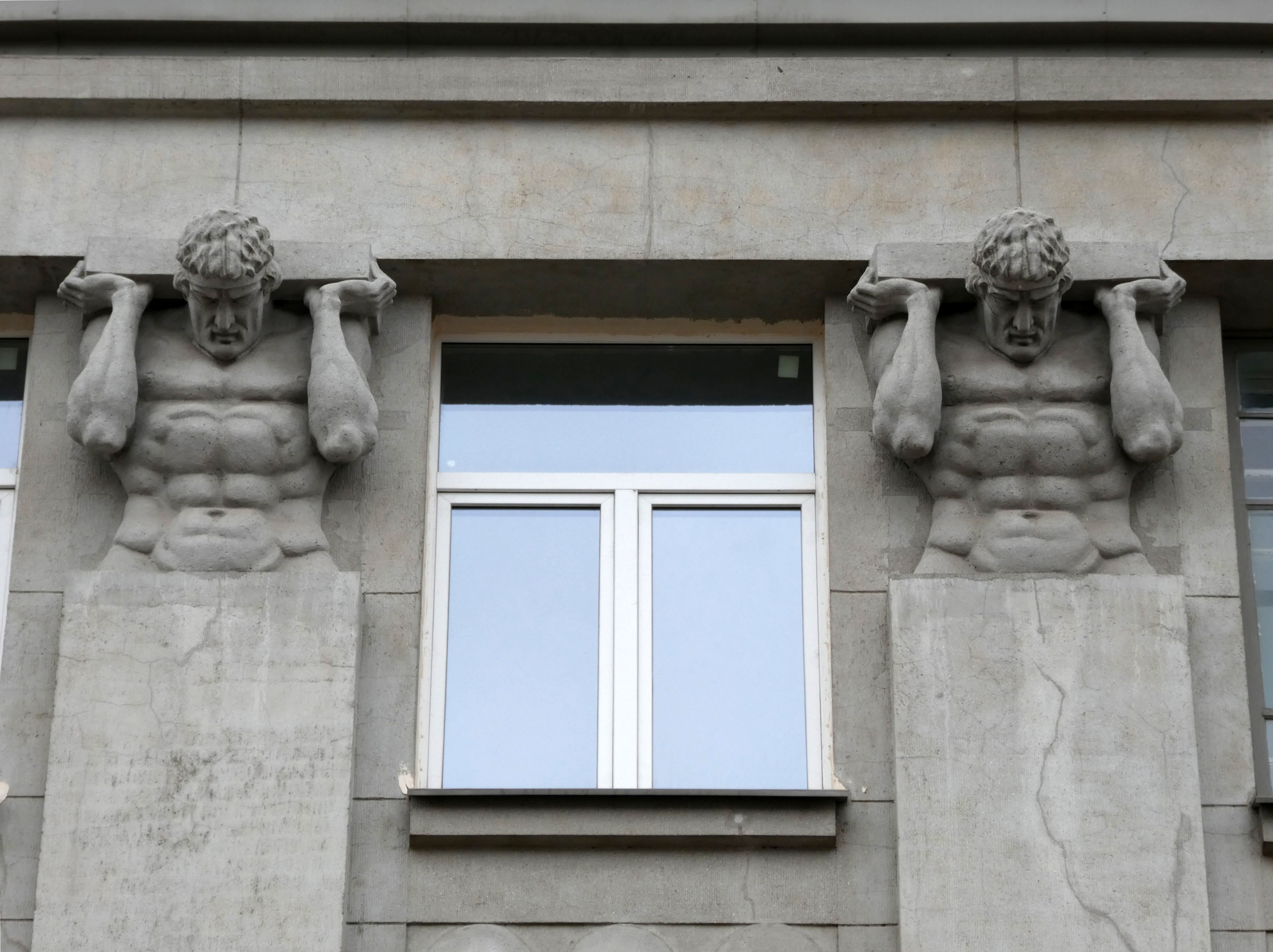
Доходный дом на Введенской улице, 7, деталь фасада

- Улица Володи Ермака, д. № 17 — доходный дом, 1912—1913.
- Введенская улица, д. № 7 — доходный дом Е. П. Михайлова, 1913—1914.
- Коломенская улица, д. № 46 / Волоколамский переулок, д. № 4 — доходный дом, 1914. Включены существовавшие строения.